# Chapelle Saint-Gabriel de Tarascon
La chapelle Saint-Gabriel est une chapelle romane située au sud-est de Tarascon, près de Saint-Étienne-du-Grès dans le département français des Bouches-du-Rhône en région Provence-Alpes-Côte d'Azur.
Cette chapelle du troisième quart du XIIe siècle constitue un des plus beaux exemples d'art roman provençal inspiré de l'Antiquité, au même titre que la cathédrale Notre-Dame de Saint-Paul-Trois-Châteaux, l'église de Saint-Restitut, le prieuré du Val des Nymphes, la cathédrale Notre-Dame-des-Doms d'Avignon, la chapelle Notre-Dame d'Aubune et l'église Notre-Dame-du-Lac du Thor : « Ses constructeurs ont magistralement synthétisé dans cet harmonieux édifice l'art de leur temps, l'art roman, et l'art romain, encore si présent et si proche ».

## Localisation
« La chapelle est située à l'emplacement de l'important carrefour d'Ernaginum »,, où se croisaient dans l'Antiquité « la via Domitia, venant d'Italie par les Alpes et allant vers l'Espagne, la via Aurelia, arrivant d'Italie par la côte, et la via Agrippa, qui remontait la vallée du Rhône ».
Aujourd'hui, la chapelle se dresse le long de la route de Fontvieille, au sud-est de Tarascon, et à l'ouest de Saint-Étienne-du-Grès.
Le lieu a été connu sous les vocables successifs de Bergine, Ernaginum puis Saint-Gabriel.

## Historique

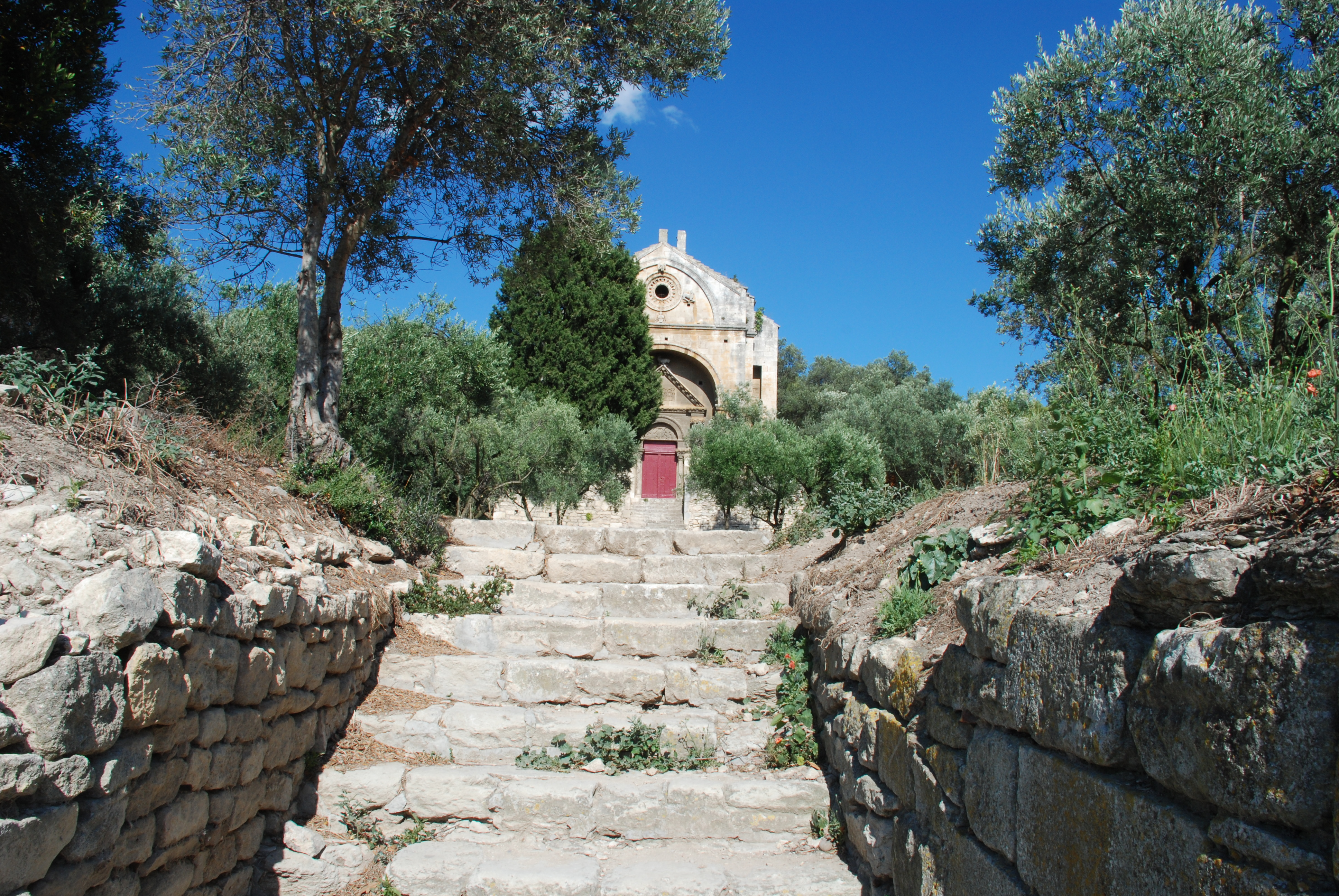
L'escalier d'accès à la chapelle.

### Naviculaires, nautes et utriculaires d'Ernaginum
On peut s'étonner de l'implantation de cette église d'une grande qualité architecturale à l'écart de Tarascon sans qu'on puisse attacher au monument un pèlerinage quelconque pouvant le justifier.
Une explication se trouve à l'intérieur de l'église, gravée sur un cippe funéraire de l'époque impériale. Julia Nice y fait une dédicace à la mémoire de son cher époux, Marcus Frontonius Euporus, qui avait occupé des fonctions de sévir augustal de la colonie Julia Augusta, et avait été naviculaire marin à Arles, curateur de la corporation et patron des nautes de la Durance et de la corporation des utriculaires d'Ernaginum qui assuraient le transport des marchandises sur des radeaux supportés par des outres gonflées,.
De fait, le lieu a été à l'époque romaine au point de rencontre de deux branches importantes de la voie héracléenne. Le tracé de ces routes est donné sur la carte de Peutinger indiquant qu'elles passaient par Ernaginum pour aboutir à la traversée du Rhône. L'une de ces voies, la via Domitia, suivait la Durance qu'elle traversait à Cabellio (Cavaillon) par le Nord des Alpilles et passait par Glanum (actuel Saint-Rémy-de-Provence) puis Ernaginum. L'autre venait du littoral, passant par la plaine de la Crau, et constituait aussi la branche Nord de la via Aurelia venant d'Aix-en-Provence, aboutissait à Saint-Gabriel devant une zone marécageuse importante. Une troisième voie reliait Avignon à Arles. C'est le franchissement de cette voie marécageuse qui nécessitait l'intervention des utriculaires pour assurer le transbordement des personnes et des marchandises. Il y avait donc en ce lieu une communauté de nautes et d'utriculaires permettant le franchissement du marais et assurant la circulation des marchandises venant des Alpes sur la Durance et le Rhône.
Des recherches archéologiques autour de la chapelle ont mis au jour des fondations de maisons qui ont montré l'ampleur de l'agglomération antique. Elles ont permis de trouver un cimetière paléochrétien qui permet d'affirmer que ces activités n'ont pas disparu avec les Invasions.

### Chapelle
Au VIIe ou  IXe siècle aurait été édifiée la chapelle Saint-Philippe, antérieure à la chapelle Saint-Gabriel et détruite par la route de Fontvieille.
En 1030, Saint-Gabriel est mentionné dans une charte de l'abbaye Saint-Victor de Marseille. Le village était alors protégé par la haute tour qui se trouve au sommet de la pente.
Au XIIe siècle le village était encore assez riche pour confier la construction d'une église à un maître d'œuvre de grande compétence.
Le déclin de la communauté va se produire avec l'assèchement progressif du marais qui la rend inutile. La population déserte progressivement le village laissant une église au milieu des oliviers.
Aucun document ne permet de dater la construction de la chapelle Saint-Gabriel mais les études architecturales ont souligné la parenté de l'architecture et la sculpture de la chapelle Saint-Gabriel avec la galerie nord du cloître de Saint-Trophime d'Arles et le portail occidental de la cathédrale Notre-Dame de Saint-Paul-Trois-Châteaux. Les études faites par M. Alain Borg suggèrent que le maître de Saint-Gabriel a d'abord travaillé à la primatiale de Saint-Trophime d'Arles avant de quitter la région des Alpilles pour aller sur le chantier du portail occidental de Saint-Paul-Trois-Châteaux. Sachant que l'aile nord du cloître de Saint-Trophime a été réalisée vers 1170 et le portail occidental de la cathédrale Notre-Dame de Saint-Paul-Trois-Châteaux vers 1180, la date probable de la chapelle Saint-Gabriel se situe autour de 1175.
Cette période correspond à une recherche de classicisme par les architectes provençaux. Ils pouvaient encore admirer de nombreux vestiges de l'architecture romaine à Arles.

### Classement comme monument historique
La chapelle Saint-Gabriel de Tarascon, qui est propriété de la commune, fait partie de la première liste de monuments historiques français, la liste des monuments historiques protégés en 1840, qui compte 1 034 monuments. C'est Prosper Mérimée, alors inspecteur général des Monuments Historiques, qui la proposa au classement en même temps que le cloître Saint-Trophime d'Arles.

## Architecture

### La façade
« La façade de la chapelle Saint-Gabriel est inspirée des décorations romaines du Bas-Empire ».

#### Structure de la façade
La façade de la chapelle est d'une structure assez complexe : un premier portail, surmonté d'un tympan sculpté, est compris dans un deuxième portail, surmonté d'un fronton triangulaire à l'antique. Ce double portail est abrité sous un immense arc de décharge en plein cintre, lui-même surmonté d'un oculus entouré du tétramorphe et logé sous un arc brisé.

La façade
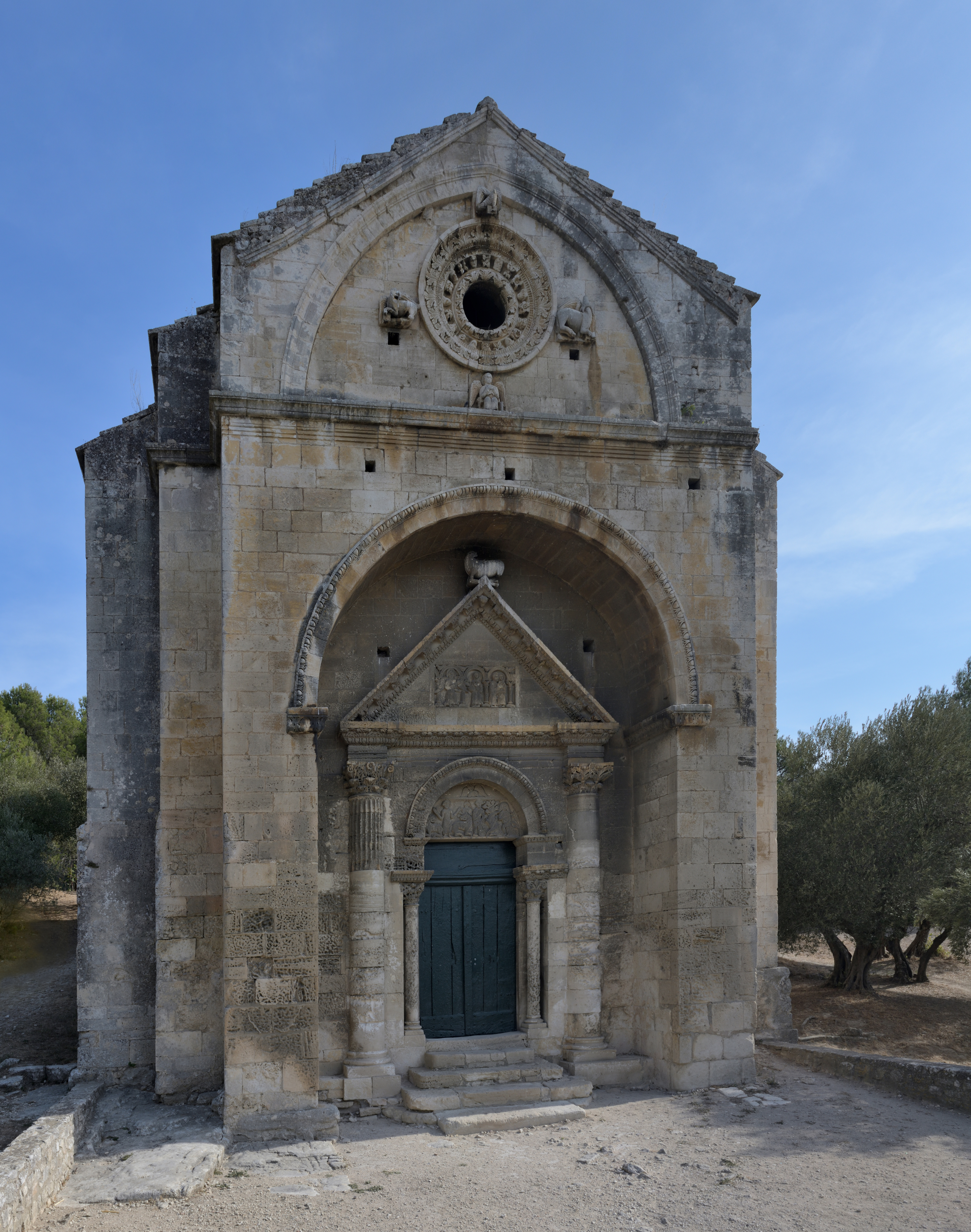
Façade.
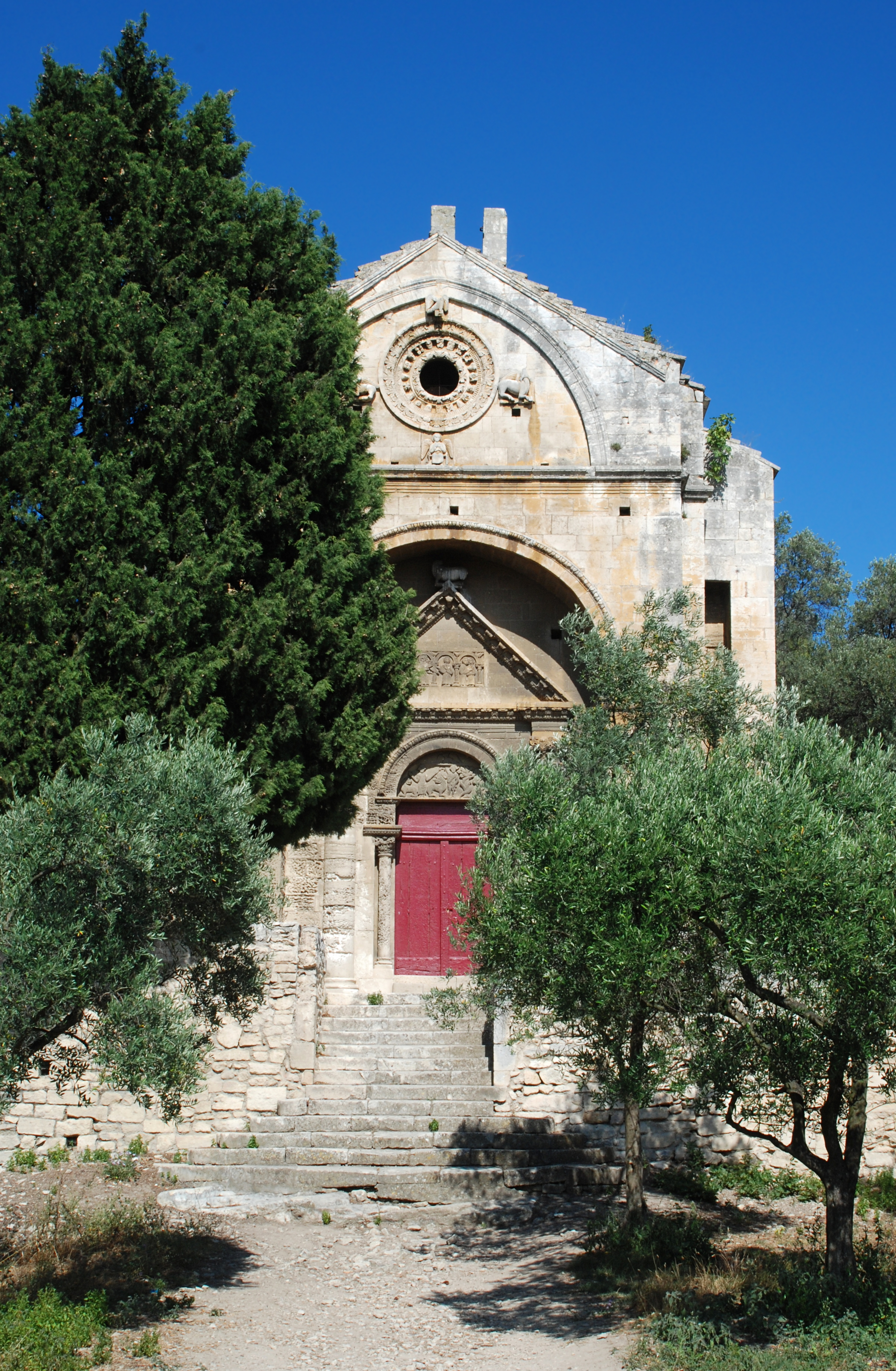
Façade et oliviers.
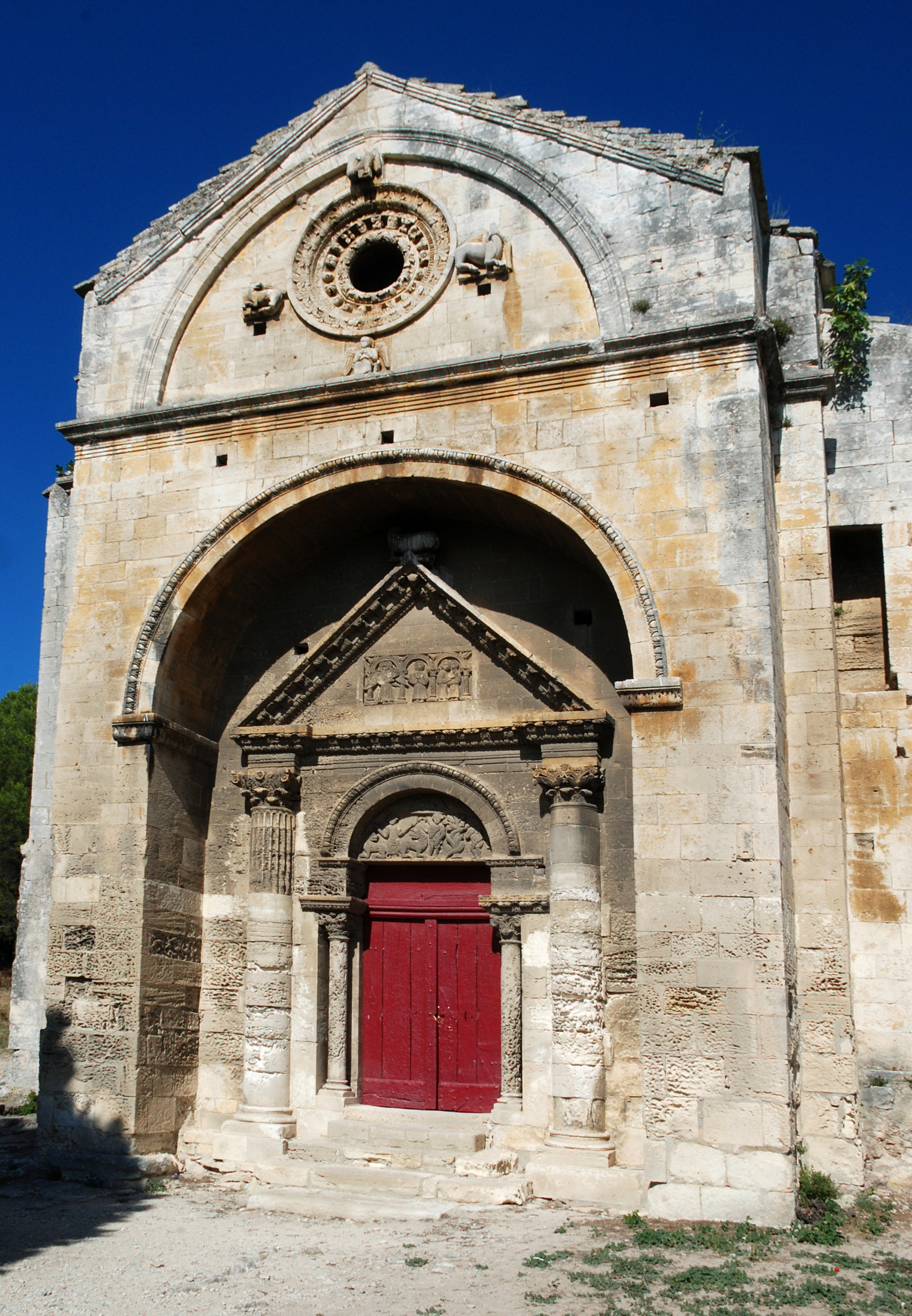
Façade.
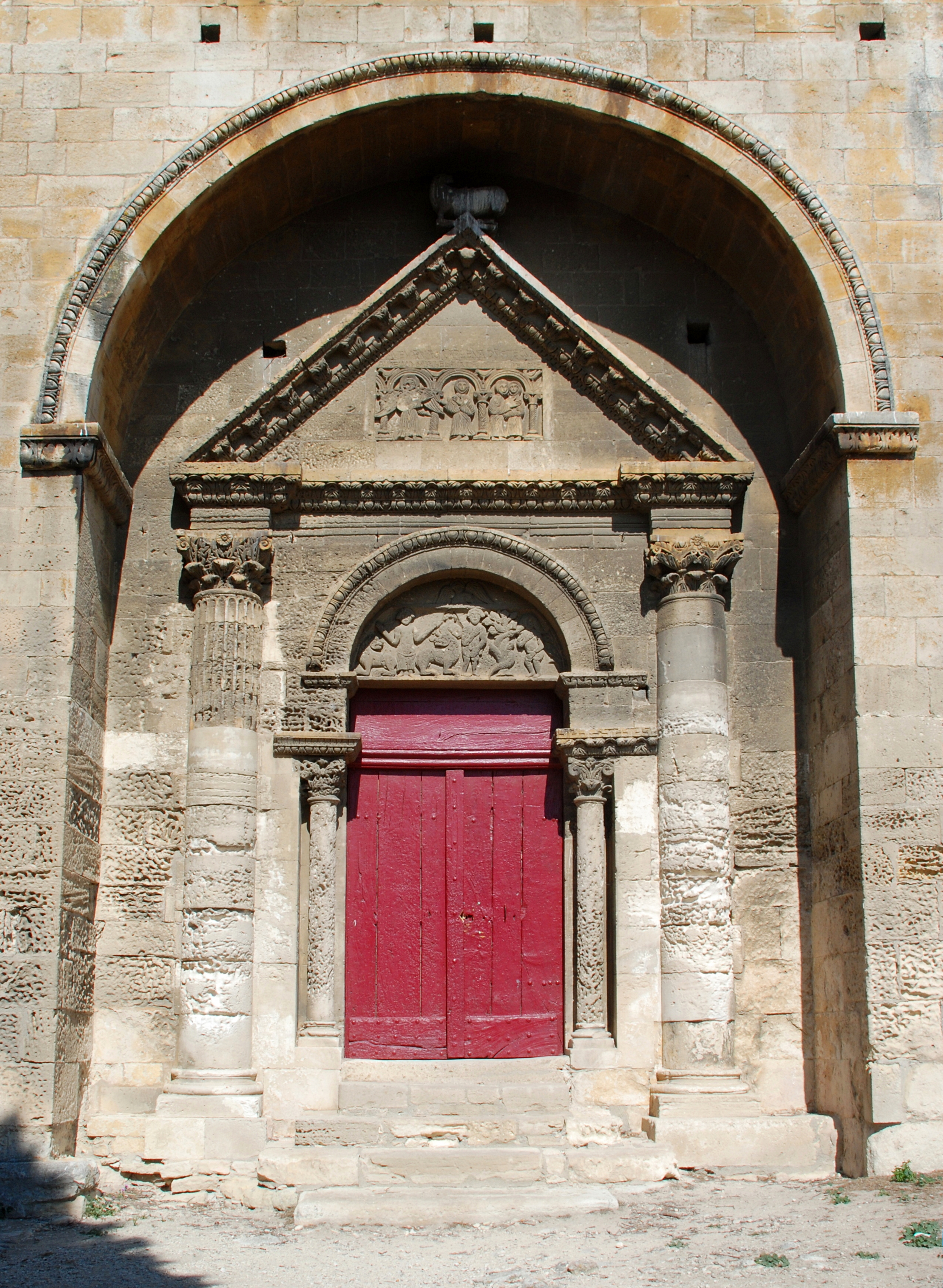
Portail.
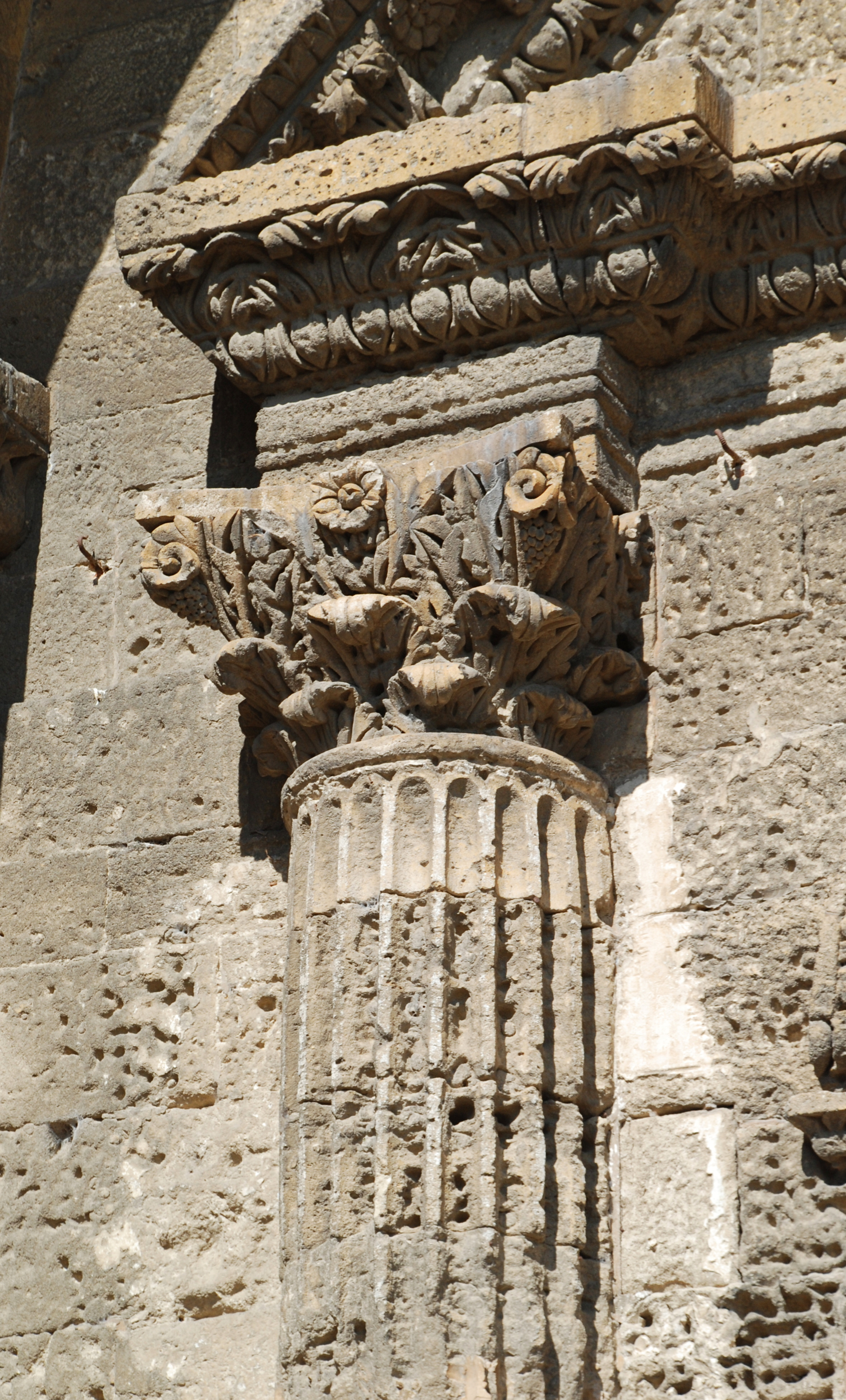
Colonne cannelée.

#### Décoration à l'antique

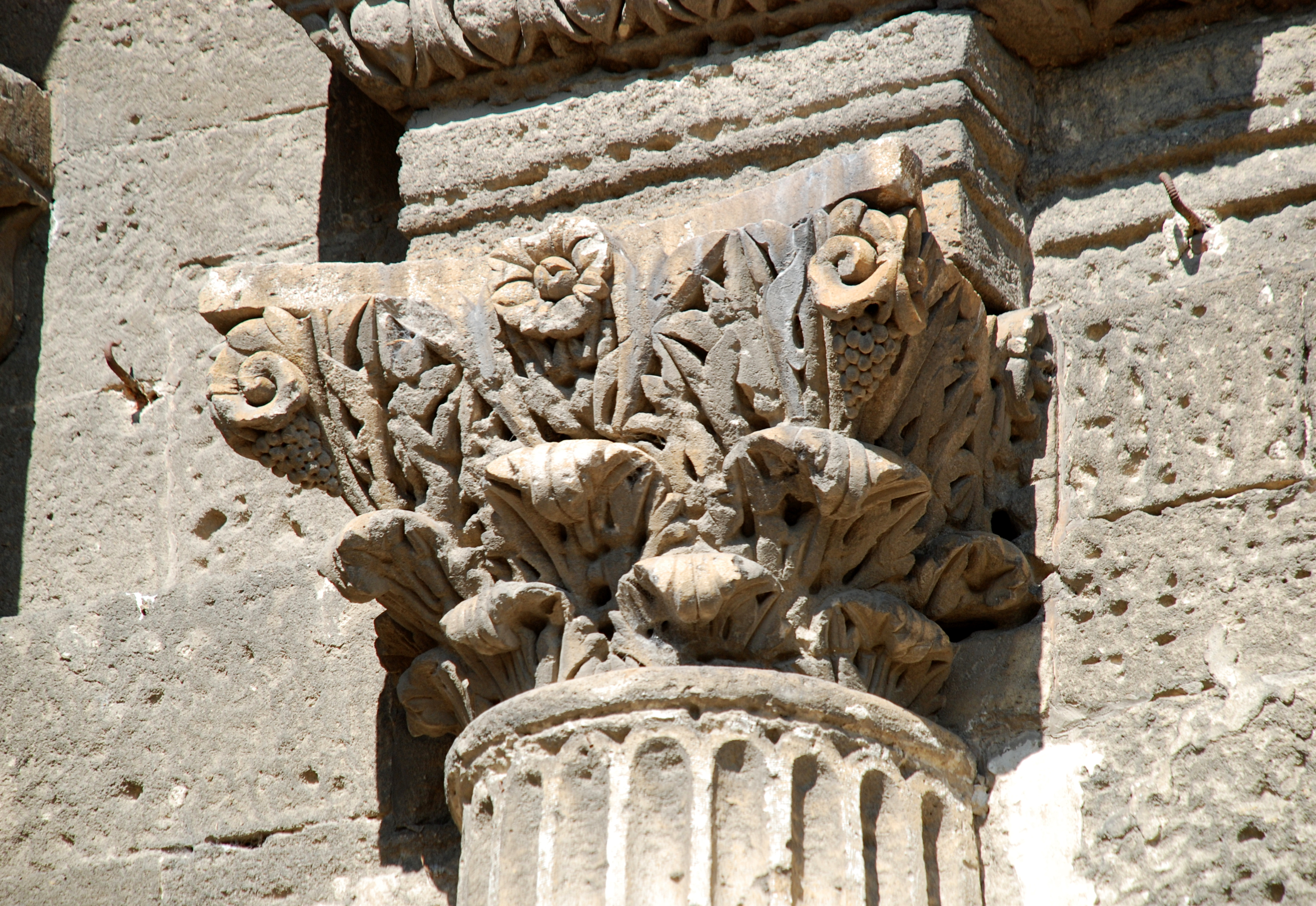
Chapiteau à feuilles d'acanthe inspiré de l'antique.

Cette façade présente une abondante décoration inspirée de l'antique :
- Le premier portail est encadré par deux colonnes surmontées de chapiteaux à feuilles d'acanthe. Le chapiteau de gauche est surmonté d'une frise d'oves tandis que le chapiteau de droite est surmonté d'une frise de feuilles d'acanthe et d'une frise de méandres. Le portail est surmonté d'un tympan (décrit plus bas) bordé d'une frise d'oves.

- Le second portail, qui englobe le premier, est flanqué de deux colonnes qui devaient être initialement cannelées (comme en témoigne la partie supérieure du fût de la colonne de gauche). Ces colonnes sont surmontées de chapiteaux à feuilles d'acanthe[5] supportant un fronton triangulaire[5] orné d'une frise d'oves et d'une frise de feuilles d'acanthe.

- Le puissant arc en plein cintre qui abrite ce double portail prend appui sur deux corniches ornées d'une frise de feuilles d'acanthe et est, lui-aussi, bordé d'une frise d'oves.

- Pour terminer, le majestueux oculus qui couronne la façade comporte quatre frises dont la première et la quatrième sont constituées de feuilles d'acanthe.

#### Décoration romane
Outre ces nombreux éléments décoratifs empruntés à l'architecture antique, la façade de la chapelle Saint-Gabriel arbore de remarquables décorations sculptées purement romanes :
- le tympan du premier portail représente :
  - à gauche, l'épisode du prophète Daniel à qui Gabriel annonce la venue du Messie : « c'est la scène de Daniel dans la fosse aux lions, jeté aux fauves car il adorait son Dieu plutôt que son roi »[5],[2] ;
  - à droite, la « chute de nos premiers parents »[9], soit Adam et Ève[2] autour de l'Arbre de la connaissance du bien et du mal entouré du Serpent ;

- le fronton triangulaire du deuxième portail intègre un bas-relief sculpté représentant dans un décor formé de trois arcades, à gauche et au centre, l'Annonciation[2] et, à droite, la Visitation[5] ;

- l'agneau pascal surmonte le fronton triangulaire[5] ;

- enfin, l'oculus est entouré du tétramorphe constitué des symboles des quatre évangélistes : en haut l'aigle de saint Jean, en bas l'ange de saint Matthieu, à gauche le lion de saint Marc et, à droite, le taureau de saint Luc[2] : « la disposition (avec le symbole de Jean placé en haut) est une réminiscence carolingienne »[5].

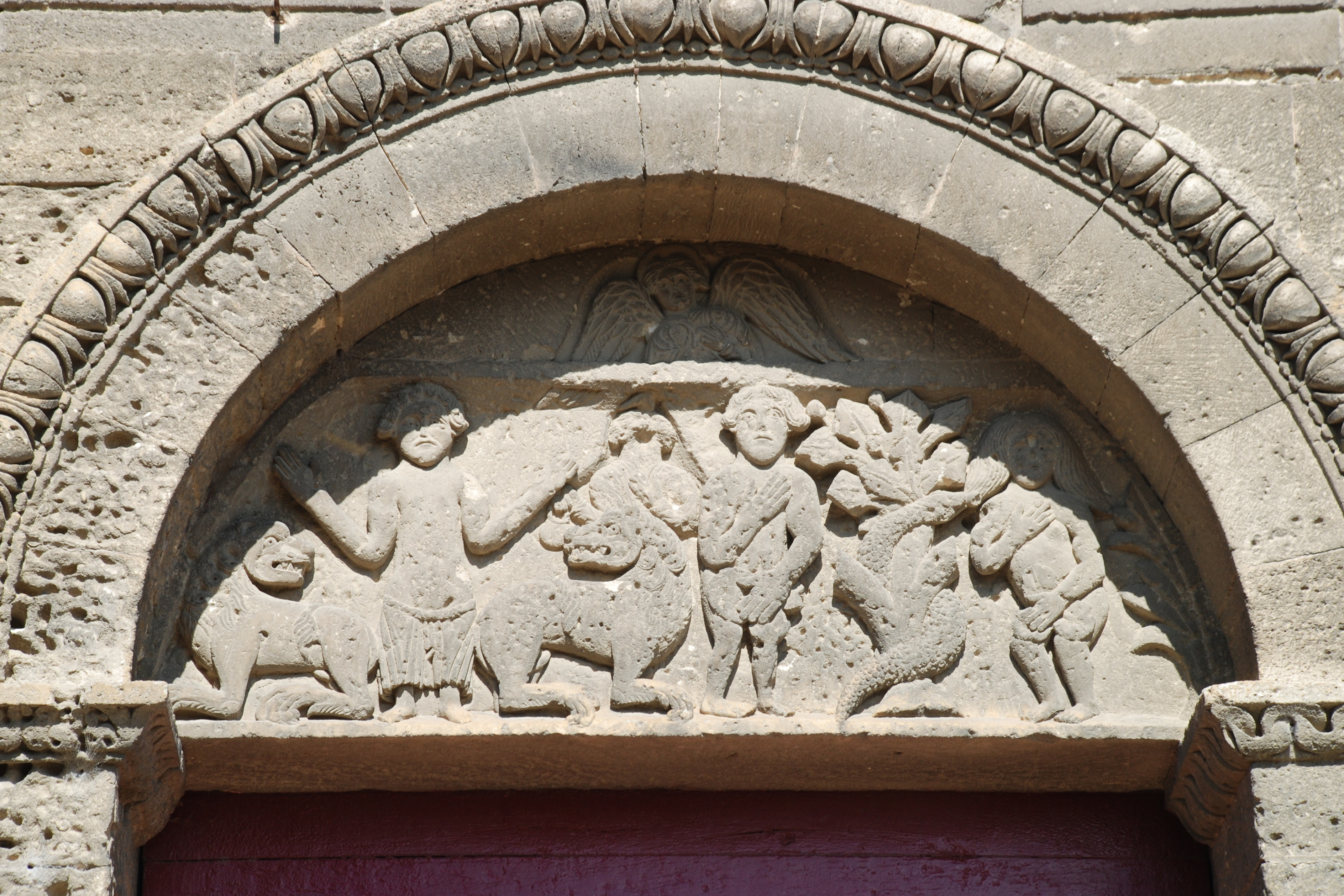
Daniel dans la fosse aux lions et Adam et Ève autour de l'Arbre entouré du Serpent.
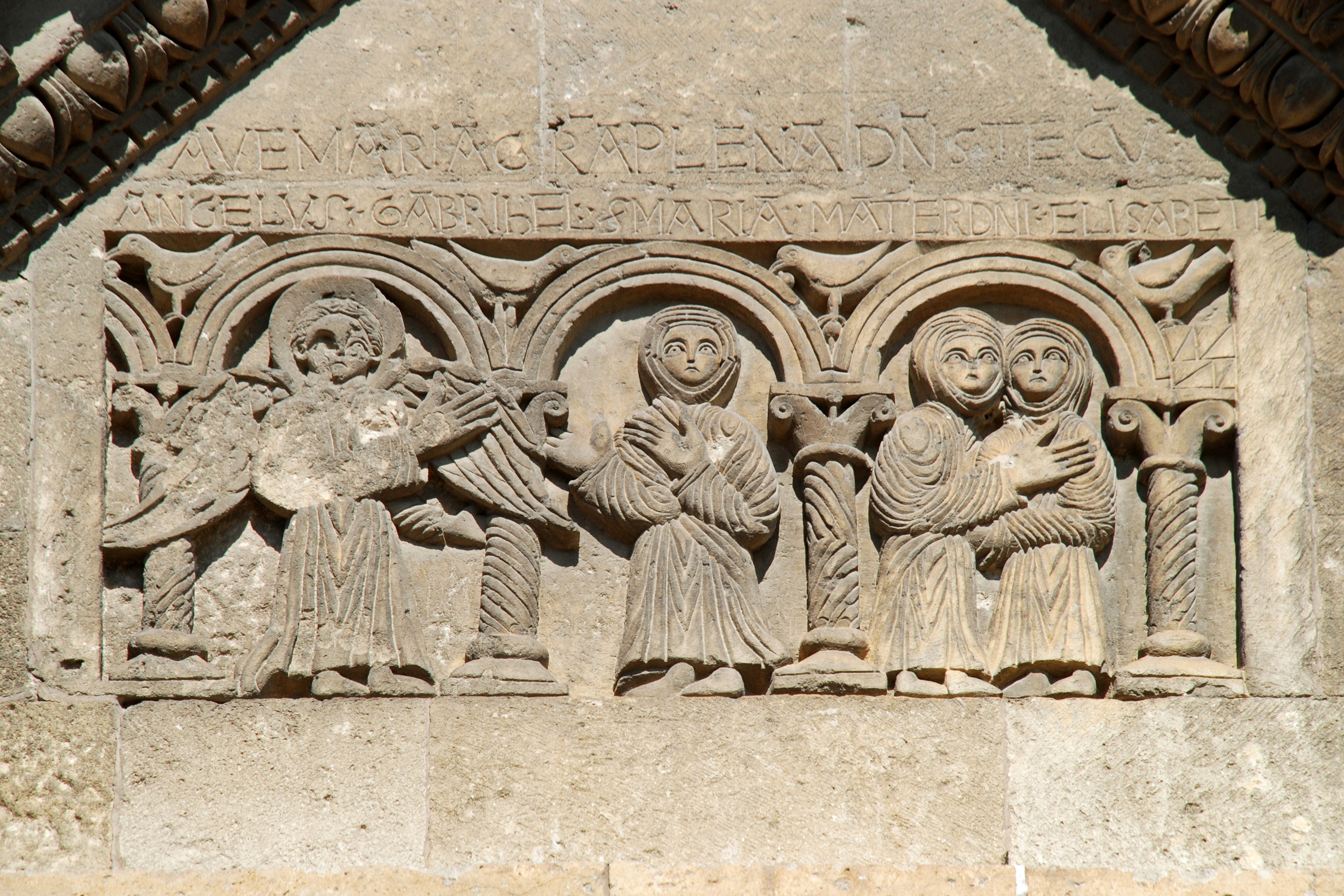
L'Annonciation et la Visitation.
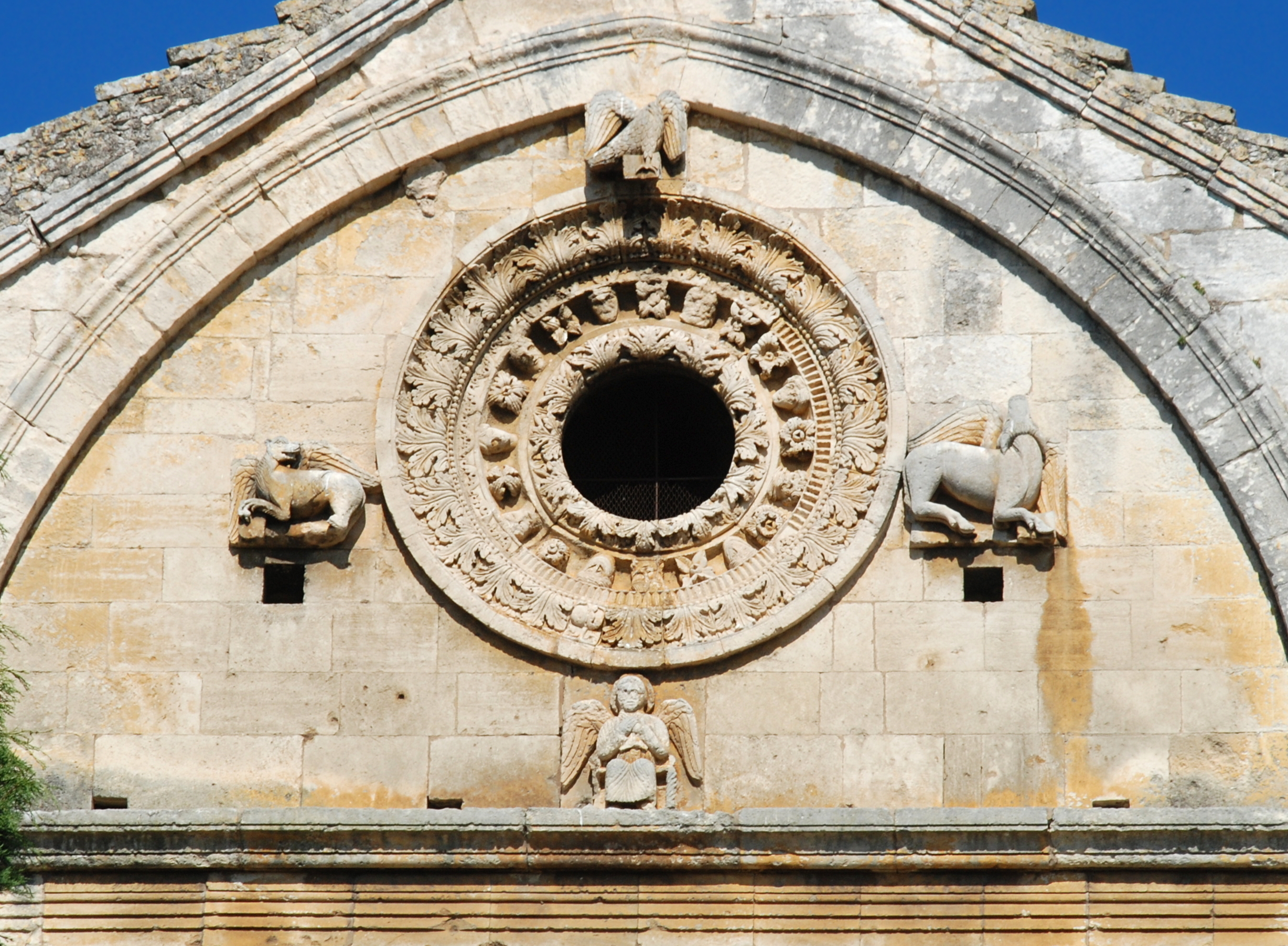
Oculus et tétramorphe.

### Le chevet
Le chevet pentagonal, simple et non décoré, est recouvert de dalles calcaires.

Le chevet pentagonal
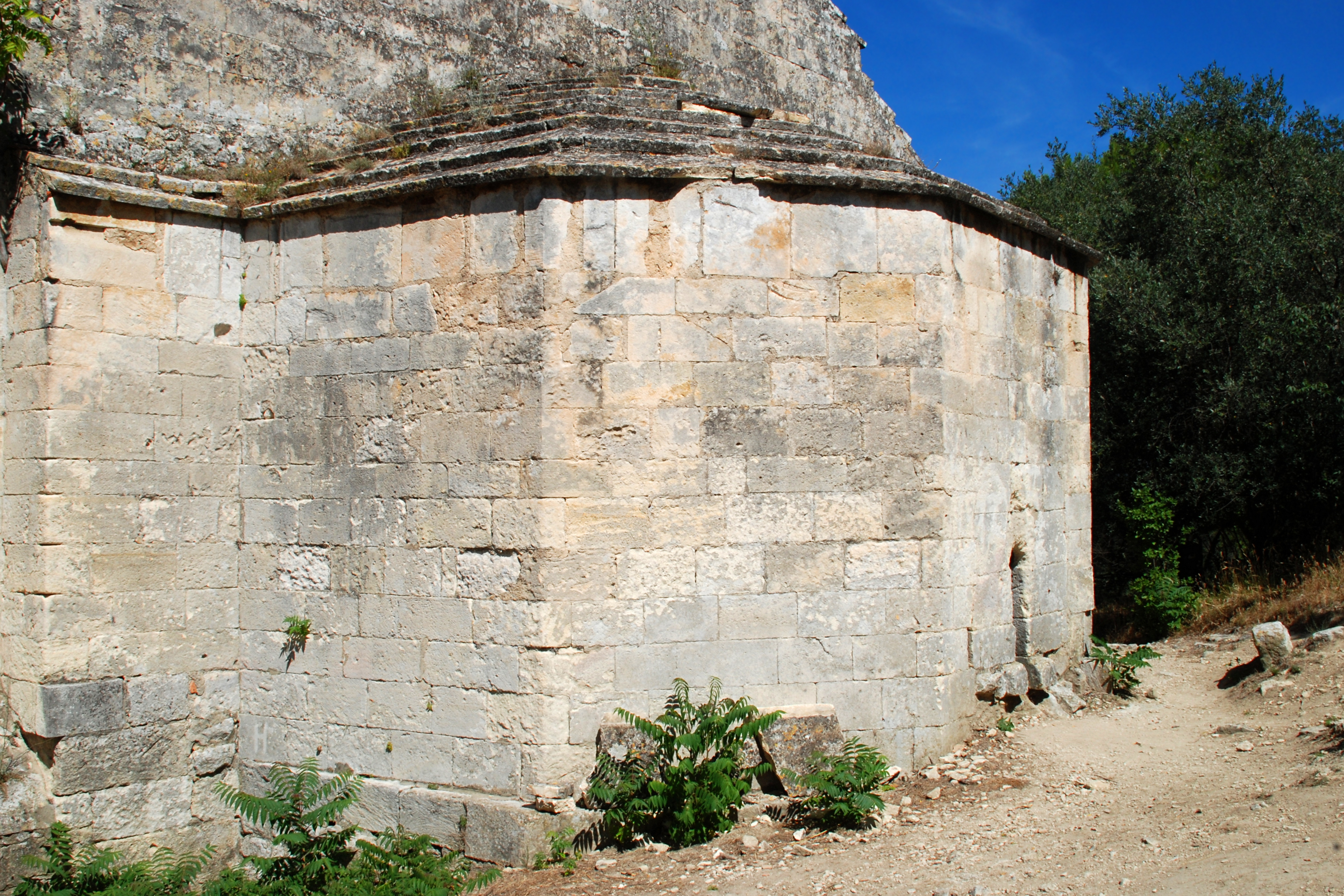
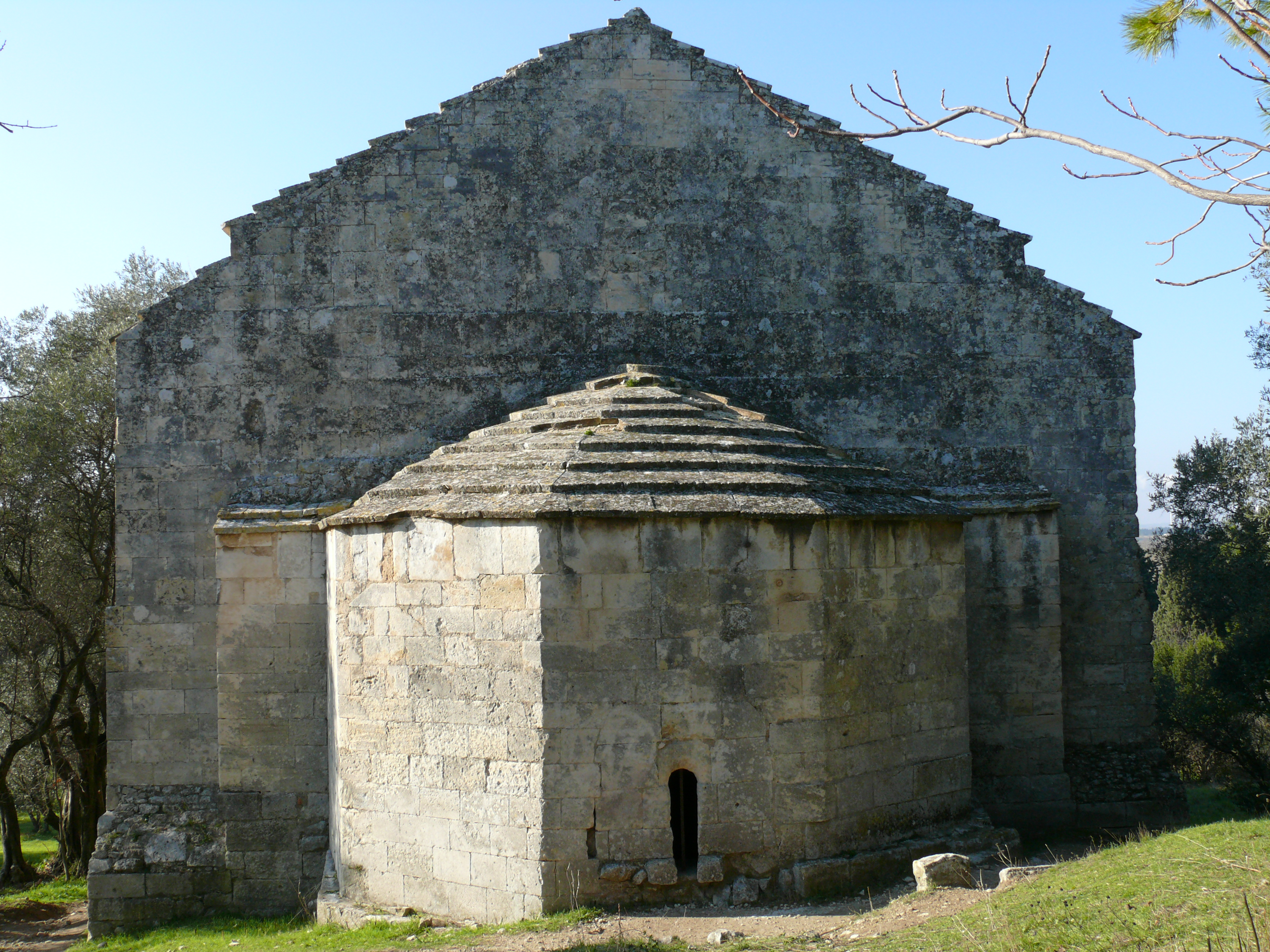

### La nef
À la lumière et la richesse de la décoration du portail succèdent l'ombre et la simplicité. Une nef unique, rectangulaire, divisée en trois travées voûtées en berceaux séparés par des arcs doubleaux à double ressaut portés par des piédroits allant jusqu'au sol.
Les murs gouttereaux sont animés par des arcatures aveugles en plein cintre.
L'abside est semi-circulaire à l'intérieur mais à pans coupés à l'extérieur et couverte d'un cul-de-four.